# Venusfigurinen von Bouret

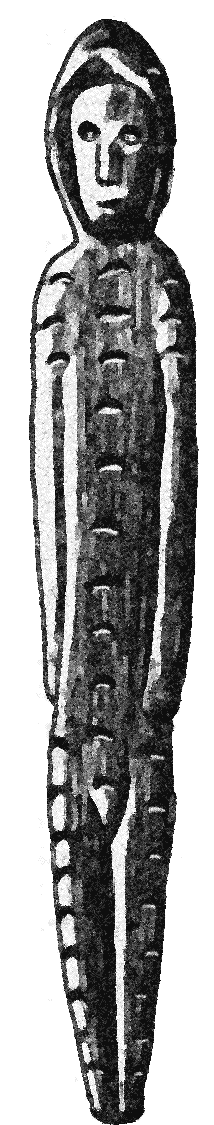
Nicht ganz originalgetreue Umzeichnung einer Venusfigurine von Bouret (Sibirien)

Bei den Venusfigurinen von Bouret handelt es sich um fünf steinzeitliche Darstellungen des weiblichen Körpers. Vier der Figurinen bestehen aus Mammut-Elfenbein, eine aus Serpentin. Das Alter der Figurinen wird mit 23.000 bis 22.000 Jahren angegeben. Die Statuetten stammen somit aus dem Gravettien. Sie sind zwischen 4,3 und 12,2 cm groß. Drei der Skulpturen tragen angedeutete Gesichtszüge.
Die Skulpturen wurden zwischen 1936 und 1940 von Alexey Pavlovich Okladnikov (1908–1981) gefunden.
Bouret (Russland, Sibirien) liegt etwa 15 km nördlich von der paläolithischen Fundstelle Malta am Ufer der Oberen Angara, die in den Baikalsee mündet. Dort wurden die sogenannten Venusfigurinen von Malta aufgefunden. Die Figurinen beider Fundstellen ähneln sich stilistisch.